# Rakietowy pocisk antybalistyczny
Rakietowy pocisk antybalistyczny – pocisk o napędzie rakietowym służący przede wszystkim do zwalczania innych pocisków rakietowych we wszystkich fazach ich lotu (Boost Phase, Midcourse Phase, Terminal Phase: upper tier i lower tier) np. pocisków balistycznych, manewrujących, niektóre (fazy terminalnej) mają możliwości też przeciwlotnicze mogąc zestrzeliwać: myśliwce, uzbrojone jak i nie bezpilotowe aparaty latające oraz śmigłowce (np. Patriot PAC-3), a nawet (każdej fazy) satelity na orbicie okołoziemskiej (np. Kinetic Energy Interceptor, Ground Based Interceptor czy Standard Missile 3 Block IA). Obecnie nowoczesne pociski antyrakietowe w większości są wyposażone w Głowica bojowa technologii hit-to-kill np. min.: GBI, KEI, SM-3, Patriot PAC-3, THAAD, PAD, AAD ale są też nowoczesne pociski z głowicą wybuchową np. Arrow 2, AMRAAM czy SM-6 ERAM. Pociski przeciwbalistyczne starego typu są uzbrojone w głowicę odłamkową np. MIM-104 Patriot oraz atomową: XLIM-49 Nike-Zeus, Sprint i Spartan czy A-350. Obecnie rzadko używa się głowic jądrowych do niszczenia innych głowic np. 53T6, 51T6 służące do ochrony w fazie terminalnej Moskwy, jest to spowodowane tworzeniem się szkodliwego dla zdrowia i środowiska promieniowania jądrowego.
Obecnie większość pocisków antybalistycznych na świecie należy do amerykańskiego systemu obrony antybalistycznej, gdyż to dla jego różnych wersji zostały opracowane, min.: KEI(wszystkie odmiany), GBI, Terminal High Altitude Area Defense, MIM-104 Patriot(wszystkie wersje), niektóre z serii Standard Missile (typu RIM-161 Standard Missile 3, RIM-174 Standard Missile 6 ERAM).

## Historia rozwoju pocisków antyrakietowych w USA
Najważniejsze historycznie pociski antybalistyczne, których zastosowana technika i możliwości są przełomowe:

### Nike-Zeus
Nike Zeus to pierwszy amerykański pocisk antyrakietowy służący do niszczenia głowic bojowych w ostatniej fazie lotu pocisku (Terminal Phase), przy użyciu głowicy atomowej o sile 400 kt oraz o zasięgu 400 kilometrów. Pocisk antybalistyczny powstał na przełomie lat 50 i 60 XX wieku.

### Patriot PAC-3
To pierwszy pocisk przeciwrakietowy fazy końcowej, systemu Patriot oraz w ogóle jako pocisk antybalistyczny tej fazy w którym zastosowano głowicę kinetyczną Extended Range Interceptor Technology (ERINT). Dzięki zastosowaniu głowicy kinetycznej a nie wybuchowej jak w starszych wersjach PAC-1 PAC-2, skuteczność zniszczenia rakiety balistycznej wynosi ok. 90% w porównaniu do poprzednich wersjach gdzie wynosiła 33 procent. Pierwsza jego wersja weszła do służby w 1995 r. a najnowsza w 2003.

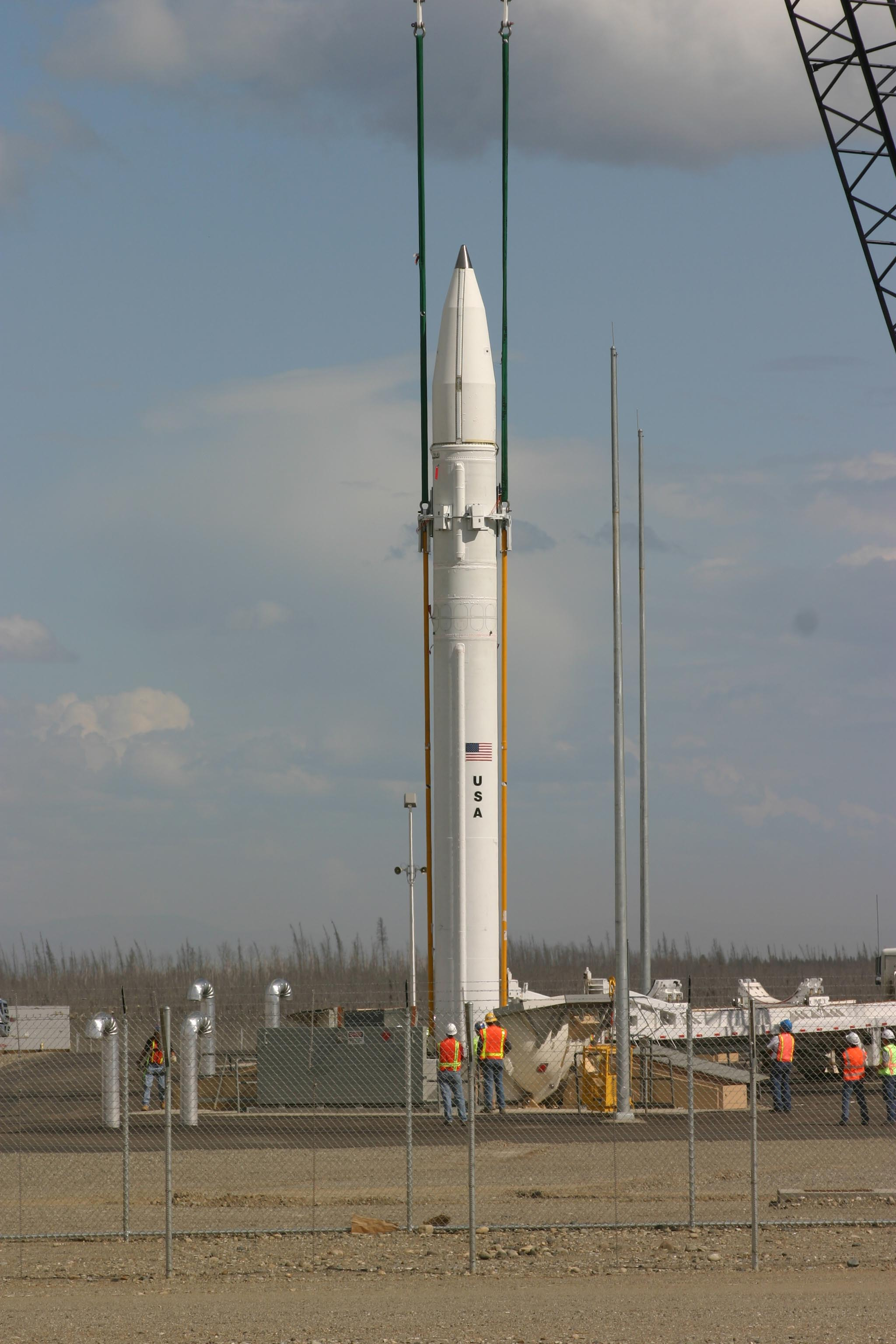
Antyrakieta GBI podczas załadunku do wyrzutni

### Ground Based Interceptor
Jest to pierwszy antybalistyczny pocisk bazowania naziemnego fazy środkowej (Midcourse Phase), który niszczy swoją głowicą Exoatmospheric Kill Vehicle - EKV technologii hit-to-kill nie wrogi pocisk balistyczny a jego głowicę, po oddzieleniu w kosmosie się od reszty rakiety. Pierwsze pociski tego typu weszły do uzbrojenia USA w 2004 roku.
Antyrakieta ta ma właściwości przeciwsatelitarne. Docelowo głowica EKV ma zostać zastąpiona wielogłowicowy modułem MKV uzbrojonym w 20 kinetycznych głowic.

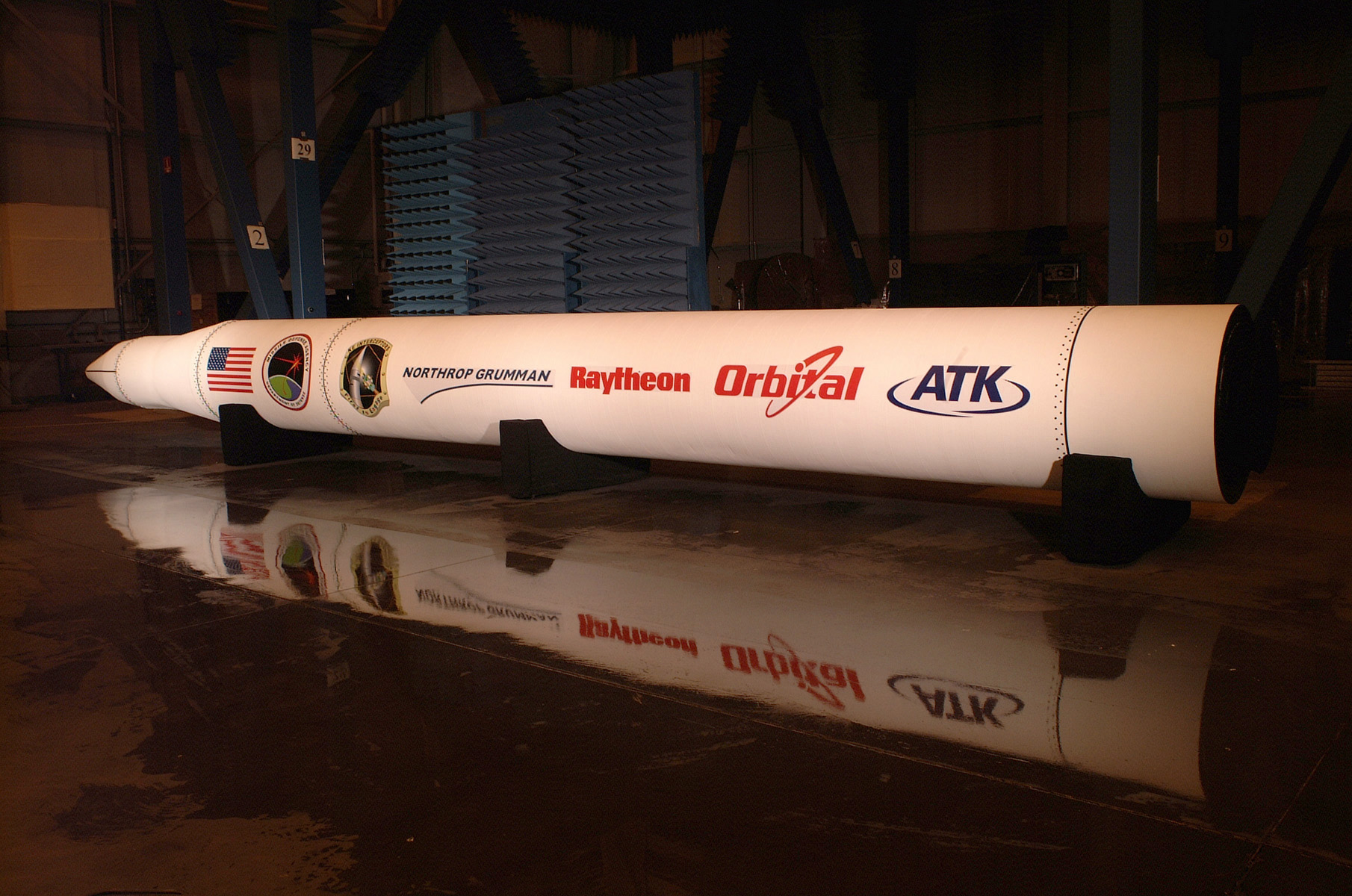
Pocisk Kinetic Energy Interceptor

### Kinetic Energy Interceptor

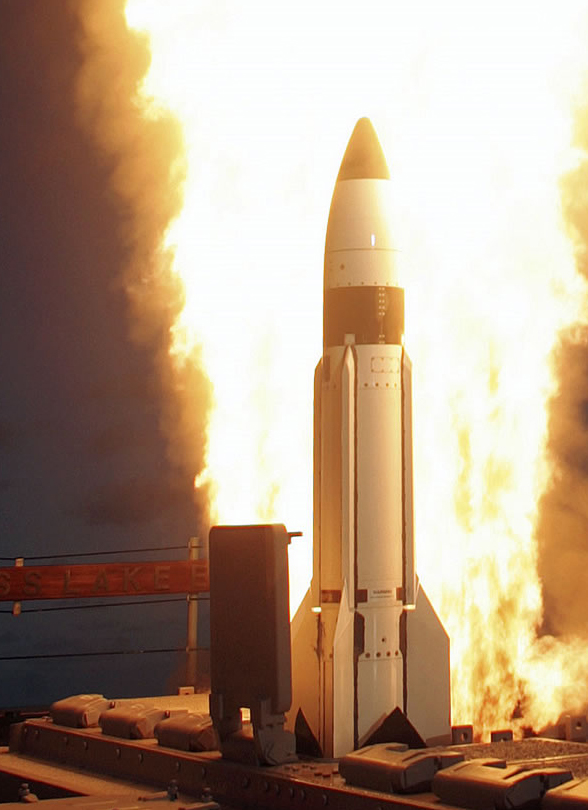
Pocisk SM-3 Block 1A

KEI to pierwszy antybalistyczny pocisk rakietowy opracowanym po wycofaniu się USA z Traktatu ABM, który zabraniał konstruowania takich pocisków. KEI jako pierwsza antyrakieta ma możliwość zwalczania pocisków balistycznych w fazie początkowej lotu (Boost Phase), oraz środkowej po oddzieleniu się już głowicy. Jako pierwszy i jedyny pocisk antybalistyczny ma możliwość przenoszenia głowicy kinetycznej LEAP, EKV czy docelowej wielogłowicowej MKV (Multiple Kill Vehicle) wyposażonej w kilkanaście głowic (15). Wszystkie jego wersje mają możliwości antysatelitarne.

### Standard Missile 3 Block IA
SM 3 Block IA to pierwszy morski antybalistyczny pocisk użytkowany przez USA i Japonię z rodziny Standard Missile z głowicą kinetyczną LEAP (Lightweight Exo-Atmospheric Projectile), jak i w ogóle z głowicą technologii "Uderzyć aby Zabić" (ang. Hit-To-Kill). Pocisk ten powstał na bazie nigdy nie wprowadzonego do użytku pocisku antybalistycznego z głowicą odłamkową Standard Missile 2ER Block IV, i wszedł do linii w 2004 r. Zmodyfikowana wersja SM 3 IA potrafi we współpracy ze zmodernizowanym radarem SBX niszczyć satelity np. zestrzelenie USA 193.